# Holoteleia coriacea
Holoteleia coriacea är en stekelart som beskrevs av Lubomir Masner 1994. Holoteleia coriacea ingår i släktet Holoteleia och familjen Scelionidae. Inga underarter finns listade i Catalogue of Life.